# Itápolis
Itápolis is een gemeente in de Braziliaanse deelstaat São Paulo. De gemeente telt 40.411 inwoners (schatting 2009).

## Aangrenzende gemeenten
De gemeente grenst aan Borborema, Fernando Prestes, Ibitinga, Itajobi, Matão, Santa Adélia, Tabatinga en Taquaritinga.